# La Rosenda
La Rosenda fue una casa okupada en el barrio de Sants de Barcelona. Fue okupada el 12 de febrero de 2005, y desalojada el 14 de noviembre de 2006. 
La fachada modernista de la casa tenía interés histórico y estaba catalogada en urbanismo. La casa se erigió en el 1906 y entonces vivía una familia adinerada del barrio con un establo anexo. Con el tiempo pasó a ser un taller de confección de vestidos de novias. Quedó vacía por años hasta un grupo de personas decidió entrar en la casa. La violencia que los entonces propietarios usaron contra los nuevos inquilinos propició la salida de estos. Así quedó 3 años más vacía hasta que fue nuevamente okupada.
La inmobiliaria propietaria del inmueble (Irisol S.A.) tenía el proyecto de hacer una residencia de lujo para estudiantes. Aunque después del desalojo se decantó por el derribo de la finca con la subsecuente pérdida de patrimonio histórico de la ciudad.
- Datos: Q5965144